# Otto Siegfried Harnisch
Otto Siegfried Harnisch (Reckershausen, Göttingen (Baixa Saxònia) al voltant de 1568 - Celle (Baixa Saxònia) agost de 1623), va ser un cantant i compositor alemany.
Va anar a la Universitat Helmstedt, i després fou successivament cantor a Sant Blasi a Brunswick, i del Paedagogium de Göttingen, i finalment de Celle, ciutat en què va morir.
Se li deuen: Neue lustige Deutsche Liedlein zu 3 Stimmen, en tres parts; Fasciculus selectissimarum cantionum, a 5, 6 i més veus (1592); Rosetum musicum, danses i madrigals (1617); Praeludia nova, 40 cants sacres (1621); Passion nach dem Choral, mit Personen Abgeteilt (1621); Ressurrectio dominica, a 5 veus (1622), i Cantionem Gregorianae (1624). A més, publicà, el tractat Artis musicae delineatio (Frankfurt, 1608).